# 齐以文
齐以文（英語：Ivan Tcherepnin，1943年2月5日—1998年4月11日），本名伊万·切列普宁，美国音乐家、作曲家。早期热衷于实验音乐，后来成为现代主义与后现代主义音乐家。
齐以文于1943年出生于法国伊西莱穆利诺。他来自一个音乐世家，父亲亚历山大·尼古拉耶维奇·齐尔品、祖父尼古拉·切列普宁都是俄罗斯著名音乐家，母亲李献敏则是中国著名钢琴家。他曾师从利昂·基尔赫纳、卡尔海因茨·施托克豪森、亨利·布瑟与皮埃尔·布列兹。
他曾经短暂地任教于旧金山音乐学院（San Francisco Conservatory of Music）与斯坦福大学。1972年起出任哈佛大学电子音乐中心（Electronic Music Studio）主任。1998年在波士顿逝世。